# 張長城
張長城（1933年—），潮劇演員，工生行，現在是汕頭廣東潮劇院藝術委員會主任委員，在汕頭潮南出生。
主演作品《鬧開封》（飾縣令王佐）和《劉明珠》（飾海瑞）拍成了潮劇電影。